# Tercera Zona Naval
La Tercera Zona Naval es una de las cinco zonas navales de la Armada de Chile. Depende del Estado Mayor General de la Armada y tiene su base en la ciudad portuaria de Punta Arenas.

## Historia
Ante la destrucción de una baliza en el islote Snipe por parte de la Armada Argentina a mediados de 1958, la Tercera Zona despachó al patrullero Lientur a la zona.
Durante la crisis entre Argentina y Chile de 1978, la Tercera Zona, bajo el mando del contraalmirante Luis de los Ríos Echeverría, preparó sus fuerzas en la zona del canal Beagle ante la amenaza argentina que podía provenir desde el Atlántico.
En abril de 1982, habiendo iniciado la guerra de las Malvinas entre Argentina y Reino Unido, el comandante en jefe de la Armada, José Toribio Merino, envió una orden secreta a los respectivos jefes de la Escuadra y de la Tercera Zona Naval. En dicha orden, imponía a ambas unidades preparar sus medios y reforzar la bahía Nassau y la salida oriental del estrecho de Magallanes.